# Egebergs Ærespris

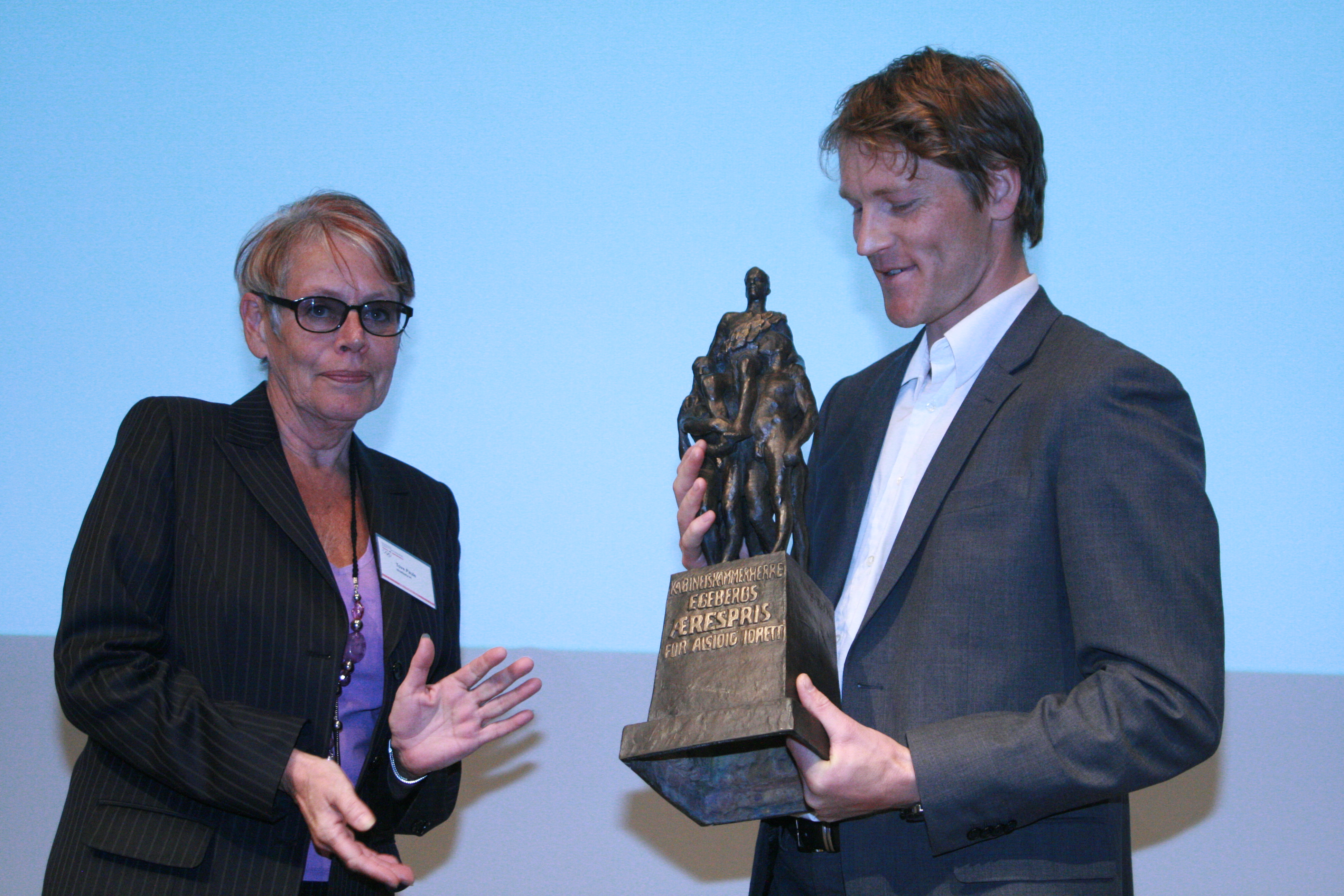

L'Egebergs Ærespris (le «prix d'honneur d'Egeberg») est un prix décerné aux athlètes norvégiens qui excellent dans plus d'un sport. Le prix a été créé par Julian Ferdinand Egeberg, et consiste en une statuette de bronze modelé par le sculpteur Magnus Vigrestad. 

## Histoire
En 1917, un don de 10 000 couronnes a été effectué par le chambellan Ferdinand Julian Egeberg à l'association sportive Norges Riksförbund for Idræt. Son don était base pour le prix sportif Kabinetskammerherre Egebergs ærespris pour alsidig idrett. Les statuts pour l'attribution du prix ont été approuvés le 10 février 1920. Le capital de base n'a pas été touché, tandis que les intérêts du fonds devraient être utilisés pour un prix donné à un sportif qui, au cours des deux dernières années, a excellé dans un sport et aussi a réailsé des performances significatives dans un sport différent. Le prix est une statuette en bronze modelé par le sculpteur Magnus Vigrestad, qui a remporté le concours de design. le prix a été considérée la plus grande récompense dans le sport norvégien à l'époque. Son statut a légèrement changé au fil des ans. Aujourd'hui, le prix est décerné par le Comité norvégien olympique et paralympique et Confédération des Sports, et donné aux sportifs norvégiens qui ont excellé au niveau national dans au moins deux sports, et excellait à l'échelle internationale dans au moins un de ces deux là. Le premier lauréat a été le skieur et joueur de football Gunnar Andersen, qui a reçu le prix pour 1918 et la première femme lauréate était Laila Schou Nilsen, qui a reçu le prix 1936 pour ses réalisations dans le ski, le patinage de vitesse et le tennis. En 1983, Cato Zahl Pedersen a reçu le prix pour le handisport.

## Lauréats
Le prix a été décerné aux athlètes suivants : 
- 1918 : Gunnar Andersen - football et saut à ski
- 1919 : Helge Løvland - athlétisme et gymnastique
- 1921 : Harald Strøm - patinage de vitesse et football
- 1922 : Ole Reistad - ski de fond et athlétisme
- 1926 : Johan Støa - ski de fond et athlétisme
- 1928 : Bernt Evensen - patinage de vitesse et cyclisme
- 1929 : Armand Carlsen - patinage de vitesse et cyclisme
- 1929 : Reidar Jørgensen - ski de fond et d'athlétisme
- 1931 : Fritjof Bergheim - gymnastique et athlétisme
- 1934 : Otto Berg - gymnastique et athlétisme
- 1935 : Bjarne Bryntesen - ski de fond et d'athlétisme
- 1936 : Laila Schou Nilsen - ski de fond, le patinage de vitesse et tennis
- 1937 : Johan Haanes - tennis et ski de fond
- 1938 : Henry Johansen - ski de fond et football
- 1939 : Arne Larsen - ski de fond et athlétisme
- 1946 : Godtfred Holmvang - athlétisme et ski alpin
- 1947 : Sverre Farstad - patinage de vitesse et haltérophilie
- 1949 : Martin Stokken - ski de fond et athlétisme
- 1950 : Egil Lærum - ski de fond et football
- 1951 : Hjalmar Andersen - patinage de vitesse et cyclisme
- 1952 : Hallgeir Brenden - ski de fond et athlétisme
- 1956 : Roald Aas - patinage de vitesse et cyclisme
- 1960 : Reidar Andreassen - ski de fond et athlétisme
- 1961 : Arne Bakker - football et bandy
- 1962 : Magnar Lundemo - ski de fond et athlétisme
- 1965 : Ole Ellefsæter - ski de fond et athlétisme
- 1967 : Fred Anton Maier - patinage de vitesse et cyclisme
- 1969 : Frithjof Prydz - tennis et saut à ski
- 1971 : Bjørn Wirkola - saut à ski et football
- 1973 : Ivar Formo - ski de fond et course d'orientation
- 1975 : Eystein Weltzien - course d'orientation et ski de fond
- 1980 : Bjørg Eva Jensen - patinage de vitesse et cyclisme
- 1981 : Cato Zahl Pedersen - handisport
- 1987 : Oddvar Brå - ski de fond et d'athlétisme
- 1988 : Ragnhild Bratberg - ski de fond et course d'orientation
- 1990 : Grete Ingeborg Nykkelmo - ski de fond et biathlon
- 1991 : Birger Ruud - saut à ski et ski alpin
- 1992 : Ingrid Kristiansen - athlétisme et ski de fond
- 1996 : Anita Andreassen - course de chiens de traîneau, cyclisme et ski de fond
- 2000 : Anette Bøe - ski de fond, triathlon, VTT et hockey sur glace
- 2001 : Anders Aukland - ski de fond, triathlon, course de chiens de traîneau et athlétisme
- 2002 : Ole Einar Bjørndalen - biathlon et ski de fond
- 2002 : Hilde Gjermundshaug Pedersen - course d'orientation à ski et ski de fond
- 2004 : Trond Einar Elden - combiné nordique, ski de fond et athlétisme
- 2005 : Stein Johnson - ancien entraîneur multi-sports
- 2006 : Lars Berger - biathlon et ski de fond
- 2009 : Frode Andresen - biathlon et ski de fond
- 2009 : Helge Bjørnstad - hockey sur luge et natation (handisport)
- 2010 : Jens Arne Svartedal - ski de fond et biathlon
- 2011 : Kristin Størmer Steira - ski de fond et athlétisme
- 2012 : Odd-Bjørn Hjelmeset - ski de fond et athlétisme
- 2013 : Mariann Vestbøstad Marthinsen - ski assis et natation